# Ampere Computing
Ampere Computing — компанія-проектувальник (fabless company) цифрових мікросхем, передусім мікропроцесорів архітектури ARM, заснована у лютому 2018 року.. Головний офіс компанії знаходиться у місті Санта-Клара (Каліфорнія). Виконавчим директором компанії є Рене Джеймс (англ. Renee James), що раніше працювала у Intel. Багато працівників Ampere раніше працювали у компанії AppliedMicro.

## Продукція
Обчислювальна платформа Ampere eMAG призначена для використання у серверах. Процесори eMAG першого покоління, анонсовані у вересні 2018 року, містять до 32 обчислювальних ядер архітектури ARMv8-A, що працюють на тактовій частоті до 3,3 ГГц (у турбо-режимі). Система надає можливість підключення 42 шин PCI Express 3.0, і має чотири контролера оперативної пам'яті стандарту DDR4-2667. Процесори споживають до 125 ват і виготовляються на технологічній нормі 16 нанометрів компанією TSMC.
3 вересня 2020 року компанія анонсувала про доступність систем Ampere Altra з процесорами, що базуються на платформі ARM Neoverse і можуть містити до 80 обчислювальних ядер на кристалі.